# Station Ijo
Ijo is een spoorwegstation in de Indonesische provincie Midden-Java.